# Орєшкін Борис Степанович
Борис Степанович Орєшкін (рос. Борис Степанович Орешкин; нар. 11 липня (24 липня) 1912, Санкт-Петербург, Російська імперія — пом. 19 червня 1974, Ленінград, СРСР) — радянський футболіст, півзахисник. Заслужений майстер спорту СРСР (1945).

## Біографія
Футбольну кар'єру розпочав у ленінградській команді «Двигун». Через шість років перейшов до складу «Червоної зорі». Азартний, мобільний і технічний гравець, добре діяв у відборі м'яча, відрізнявся широким діапазоном дій і оригінальними ігровими рішеннями.
Грав у фіналі кубка СРСР 1938 року. Наступного сезону його клуб, який у той час називався «Електрик», вибув до другого дивізіону, а Борис Орєшкін почав захищати кольори «Динамо».
У роки Німецько-радянської війни — головний старшина морського загону берегової охорони, командир сторожового катера. Нагороджений орденом Червоної Зірки і медаллю «За оборону Ленінграда».
У травні-червні 1942 року брав участь у матчах у блокадному Ленінграді. У першому з них, його «Динамо» здобуло перемогу з рахунком 6:0 над командою Ленінградського металевого заводу; у другому, під ворожим артилерійським обстрілом — була зафіксована нічия (2:2).
З московським «Динамо», восени 1945 року, їздив до Великої Британії (разом з одноклубником Євгеном Архангельським і армійцем Всеволодом Бобровим). На поле виходив у двох останніх матчах турне: проти лондонського «Арсенала» (перемога 4:3) і шотландського «Глазго Рейнджерса» (нічия 2:2). Того ж року, йому було присвоєно почесне звання «Заслужений майстер спорту».
За ленінградське «Динамо» виступав протягом трьох повоєнних сезонів. Всього в чемпіонатах СРСР провів 144 матчі, забив 5 м'ячів.
Закінчив спецвіділення Державного інституту фізичної культури ім. П. Ф. Лесгафта (1947). Працював старшим тренером в алма-атинському «Динамо» (1952), команді з Мурманська (1961—1962) і ленінградських клубах «Більшовик» (1960) та «Арсенал» (1969—1973). Три роки був заступником голови міської секції футболу (1956—1958).